# Kudumanahalli, Belur
Kudumanahalli là một làng thuộc tehsil Belur, huyện Hassan, bang Karnataka, Ấn Độ.